# Peróxido de lítio
Peróxido de lítio (Li2O2) é um composto químico. Peróxido de lítio reage com, e deve ser mantido destes isolado, água, vapor, agentes redutores, material orgânico, óxidos metálicos e sais.

## Produção
Por conversão do hidróxido de lítio com peróxido de hidrogênio e posterior evaporação da água ao vácuo:
{\displaystyle \mathrm {2\ LiOH+H_{2}O_{2}\longrightarrow Li_{2}O_{2}+2\ H_{2}O\uparrow } }

## Aplicações
- Peróxido de lítio encontra uso como endurecedor para polímeros especiais.
- Produção de óxido de lítio de alta pureza por decomposição térmica do peróxido de lítio a 195 °C:

{\displaystyle \mathrm {2\ Li_{2}O_{2}\longrightarrow 2\ Li_{2}O+O_{2}} }
- É usado em purificadores de ar e meios de regeneração para sistemas de suporte de vida em naves espaciais e submarinos para absorver dióxido de carbono e liberar oxigênio na reação:

{\displaystyle \mathrm {2\ Li_{2}O_{2}+2\ CO_{2}\longrightarrow 2\ Li_{2}CO_{3}+O_{2}} }
Nesta reação, um grama de peróxido de lítio absorve 490 mL de dióxido de carbono e libera aproximadamente 240 mL de oxigênio livre, resultando em carbonato de lítio como resíduo sólido.